# 王石安
王石安，是一位安徽桐城的學者及工程師。他是1950年代臺灣「王石安案」的主要人物之一。

## 生平

### 經辦學校
少時，王石安生長於安徽。
中國抗日戰爭時期，他在重慶國立中央工業專科學校擔任教授；當時，他擅長於投影幾何學。不久，他在當地結婚生子，並決定前往日本進修；後來，他又前往德國留學。
臺灣光復時，他前往當地負責接收臺南高等工業學校的任務。
1946年6月15日，王石安委請臺灣省行政長官公署教育處長范壽康轉告行政長官陳儀其對於該校升格事宜的看法；其中，他表示應藉該校升格以均衡臺灣南北發展，以彌補重北輕南的問題。
「復舊」工作進行一年後，其上級頒布命令將該校升格為「臺灣省立臺南工業專科學校」；不久，王石安又受其上司當面指示將該校改為綜合性大學。當時，因觀察到文學院及法學院學生在畢業後普遍處於失業狀態，他提議開辦醫學院、理學院、工學院、農學院，並在工學院下增設六個學系；同時，他也建議以紀念鄭成功的名義將校名定為「成功大學」。但是，當局以經費難以籌措為由，暫時不予准許。不久，二二八事件爆發，政府隨後改組，相關事宜中止。
1947年5月，王石安陳請臺灣省政府主席魏道明為該校「正名」；其中，他認為青年學生深受日本教育影響，因此倡議應以中華民國國父孫中山或當時政府代表人物蔣中正的名字作為該校正式名稱的一部分，以潛移默化的方法加強學生的民族意識並增進其愛國思想。
當時，他嚴格管教校內學生，也對教師及校園環境有許多要求；在北臺灣發生多起學生運動時，該校仍處安定狀態。 此外，他也計劃將其工學院發展成一個設有12個工程相關學系的「工程大學」。

### 醜聞爆發
1951年8月8日，臺南工業專科學校講師朱振雲在日月潭被發現溺水身亡。據朱氏的遺書及友人指出，她在未知他已婚的情況下與其交往並發生性關係，又在得知他已婚事實後欲要求其妥善處理相關事宜，但屢遭冷漠對待，故在感到羞愧之餘多次決定自殺。
隨後，朱氏的友人戴谷音及梅仁安向臺南地方法院提起訴訟，要求以法律還予公義。在一審宣告判決時，王石安被以「利用權勢姦淫」罪名判處有期徒刑三年六個月，並褫奪公權五年。在二審時，王石安在沈榮、胡倜群、端木愷等為其辯護下最終得以免於刑責。

## 學經歷

### 學歷
- 日本京都帝國大學天文系理學士
- 國達成工科大學（應是達成應是達姆施塔特筆誤，故為達姆施塔特工業大學）航空工程學系畢業（德國）
- 德國布城工科大學（布城應是布倫瑞克，故為布倫瑞克工業大學）航空工程研究所工學博士（德國）[1]

### 經歷
- 在畢業於達成工科大學航空工程學系時取得特許工程師資格
- 中華民國航空委員會飛機製造廠工程師
- 國立中央工業專科學校教授
- 四川省立重慶大學教授兼系主任
- 中華民國經濟部工業標準委員會委員
- 負責接收臺灣總督府臺南高等工業學校相關事宜並擔任校長[7][1]
- 臺灣省立臺南工業專科學校校長（1946年2月 - 1952年2月）[8]
- 臺灣省立臺北工業職業學校校長（兼任，1946年9月30日 - 1946年10月30日）[9]

## 軼事
- 據臺南工業專科學校校友回憶，當時他經常穿著長袖襯衫、背帶褲及布鞋，並含著煙斗。此外，他也常在下班返回宿舍途中與校內德國籍教師以德語交談。[1]
- 據臺南工業專科學校校友回憶，他在正式場合代表致詞時說話音量總是偏小，即使近距離也聽不清楚其內容。[1]